# Need for Speed: Most Wanted (2012)
Need for Speed: Most Wanted ist der 19. Teil der von Electronic Arts veröffentlichten Computerrennspielserie Need for Speed. Das Spiel erschien am 30. Oktober 2012 in Nordamerika und am 31. Oktober 2012 in Europa für PlayStation 3, Xbox 360, Personal Computer und PlayStation Vita, sowie im März 2013 für die Wii U. Es wurde wie Need for Speed: Hot Pursuit von Criterion Games entwickelt.

## Spielprinzip

### Einzelspieler-Modus
Im Einzelspieler-Modus gibt es einen deutlichen Unterschied zu vorherigen Teilen. So werden Autos nicht mehr freigeschaltet, sondern sind frei in der Stadt Fairhaven versteckt. Von den insgesamt 41 Autos in der Ursprungsversion des Spiels sind 31 Autos mit je drei Positionen in der Stadt versteckt. Zehn weitere Autos sind als namensgebende Most Wanted freizuschalten, wenn eine ausreichende Menge Speedpoints erspielt worden ist. Diese Speedpoints erhält man durch das Gewinnen von Rennen, das Springen durch Reklametafeln, das Durchbrechen von Sicherheitstoren oder auch durch das Überbieten von Rekorden von Freunden. Alle Autos stehen zuerst nur im Serienzustand zur Verfügung. Durch das Gewinnen von Rennen werden Modifikationen für deinen Wagen freigeschaltet. Dazu zählen Reifen, Nitro, Chassis, Karosserie und Getriebe, wobei beachtet werden sollte, dass diese nicht immer die Daten deines Wagen verbessern. Das optische Tunen der Fahrzeuge ist nur eingeschränkt möglich, da man nur aus vorgegebenen Farben wählen kann, deren Anzahl sich von Fahrzeug zu Fahrzeug unterscheidet.

### Freischaltbare Modifikationen
Reifen:
- Geländereifen ( verbessern die Leistung im Gelände, senken aber die Beschleunigung und das Handling )
- Rennreifen ( verbessern die Beschleunigung und das Handling, verschlechterte Leistung im Gelände )
- Reifenreparatur ( ermöglicht das Aufpumpen kaputter Reifen, verbessert Robustheit des Wagens )
- Drift-Reifen [ Terminal-Velocity-DLC benötigt ] ( verbessert Einleiten und Halten langer Drifts, erhöht deswegen die Steuerung )
Nitro:
- Nitrobrenner ( erhöht Motorleistung, solange aktiv, Leistung nimmt bei längerer Nutzung zu )
- Energieschub-Nitro ( nutzt kompletten Nitrotank für Beschleunigungsschub )
- Sprung-Nitro ( ermöglicht kraftvollen Beschleunigungsschub in der Luft )
Chassis:
- Leichtbauchassis ( verringert Gewicht des Wagens, auf Kosten der Robustheit, erhöht aber Beschleunigung und Steuerung )
- Verstärktes Chassis ( erhöht Gewicht des Wagens, macht ihn unempfindlicher für Kollisionen, verschlechtert aber Beschleunigung und Steuerung )
- Rammchassis [ Update 1.5 benötigt oder Terminal Velocity unter 1.4 ] ( reduziert Schäden, die durch Frontalkollisionen entstanden sind )
Karosserie:
- Aero-Karosserie ( verringert Zeit, die benötigt wird, um die Höchstgeschwindigkeit zu erreichen )
- Prallschutz-Karosserie ( stabilisiert den Wagen bei Kollision mit einem anderen Fahrzeug, erhöht Robustheit und die Steuerung )
Getriebe:
- Langes Getriebe ( erhöht die Höchstgeschwindigkeit auf Kosten der Beschleunigung )
- Kurzes Getriebe ( erhöht die Beschleunigung, verringert aber die Höchstgeschwindigkeit )
Zu jeder Modifikation kann außerdem noch die Pro-Version freigeschaltet werden, die den Wert, der vorher verschlechtert wurde, wieder auf das gleiche Niveau der Serienmodifikation hebt. Ausnahmen bilden die drei Nitro-Modifikationen, bei denen die Füllmenge des Tankes erhöht wird, die Aero-Karosserie, dessen Pro-Modifikation die Sprungdistanz verbessert, und außerdem die Drift-Reifen und das Sprung-Nitro, die nach freischalten der Pro-Version farbigen Rauch ausstoßen. Man schaltet diese frei, indem man, während die jeweilige Modifikation am Wagen angebracht ist, verschiedene Aufgaben in der Spielwelt erfüllt. Zum Beispiel schaltet man das Energieschub-Nitro Pro frei, indem man 25 Mal das Energieschub-Nitro benutzt, oder bei der Aero-Karosserie, wo man 120 Sekunden im Windschatten eines Cops oder eines anderen Racers fahren muss.

### Mehrspieler-Modus
Im Mehrspieler-Modus sind die verfügbaren Autos nicht davon abhängig, ob sie bereits in der Stadt gefunden wurden, sondern vom erreichten Speedlevel. Das Speedlevel erhöht sich mit steigender Anzahl an Speedpoints. Der Multiplayer kann nur online gespielt werden. In jeder Mehrspieler-Sitzung sind bis zu zwölf Spieler, die eine sogenannte Speedlist austragen – eine Kombination verschiedener Events, wie Challenges, Speedtests, Team-Rennen und Einzelrennen.

### Autolog
Bei Need for Speed: Most Wanted wurde das Autolog-System – im Vergleich zum letzten Need for Speed von Criterion Games (Need for Speed: Hot Pursuit) – weiter ausgebaut. So werden nicht nur Ergebnisse in Rennen mit denen von Freunden verglichen, sondern auch alle Taten, die man in der Stadt durchführt, also auch die Sprungweite durch Reklametafeln und die Geschwindigkeit, mit der an Radarkameras vorbeigefahren wurde.

## Fahrzeuge
Das Spiel enthält folgende Wagen:
| Fahrzeugliste              |                                         |                                     |
| Alfa Romeo 4C Concept      | Ford F-150 SVT Raptor                   | Maserati Granturismo MC Stradale    |
| Ariel Atom                 | Ford Focus RS500                        | McLaren MP4-12C                     |
| Aston Martin V12 Vantage   | Ford Focus ST                           | Mercedes SLS AMG                    |
| Audi A1 Clubsport Quattro  | Ford GT                                 | Mercedes-Benz SL65 AMG Black Series |
| Audi R8 GT Spyder          | Ford Mustang Boss 302                   | Mitsubishi Lancer Evolution X       |
| BAC Mono                   | Jaguar XKR                              | Porsche 911 Carrera S               |
| Bentley Supersports ISR    | Koenigsegg Agera R                      | Porsche 918 Spyder Concept          |
| BMW M3 Coupé               | Lamborghini Aventador LP 700-4          | SRT Viper GTS                       |
| Bugatti Veyron Super Sport | Lamborghini Countach QV5000             | Subaru Cosworth Impreza STI CS400   |
| Caterham Superlight R500   | Lamborghini Gallardo Spyder Performante | Tesla Roadster Sport                |
| Chevrolet Camaro ZL1       | Lancia Delta HF Integrale               | Marussia B2                         |
| Chevrolet Corvette ZR1     | Range Rover Evoque                      | Lexus LFA                           |
| Nissan GT-R Egoist         | Pagani Huayra                           | Porsche Panamera Turbo S            |
| Shelby Cobra 427           | Dodge Challenger SRT8                   |                                     |

### DLC-Fahrzeuge
Zu dem Spiel wurden einige Downloaderweiterungen veröffentlicht:
| DLC-Fahrzeuge                      | DLC-Fahrzeuge             | DLC-Fahrzeuge             |
| ---------------------------------- | ------------------------- | ------------------------- |
| Alfa Romeo Mito                    | Dodge Charger RT (1970)   | Nissan 350Z               |
| Aston Martin DB5                   | Ford Fiesta ST            | Pagani Zonda R            |
| Aston Martin DBS                   | Hennessey Venom GT Spyder | Pontiac Firebird Trans AM |
| Audi RS3                           | Lamborghini Diablo        | Porsche 911 GT2           |
| BMW M3 GTR                         | Lamborghini Aventador J   | Shelby GT500 (1967)       |
| BMW 1M Coupe                       | McLaren F1 LM             | Porsche 918 Spyder        |
| Bugatti Veyron Grand Sport Vitesse | Nissan Skyline R34        |                           |

## Rezeption
Das Spiel erhielt von der Fachpresse überwiegend positive Bewertungen. So erreicht das Spiel einen Metascore zwischen 78 (Windows) und 84 (PlayStation 3 und Xbox 360) von 100 Punkten. Gelobt werden hierbei das neue Menüsystem EasyDrive, der gute Soundtrack, die gute Steuerung sowie der Mehrspieler-Modus. Kritisiert werden die unspektakulären Unfälle sowie der starke Gummiband-Effekt bei Einzelspielerennen. Weiterhin werden die fehlenden optischen Tuningmöglichkeiten kritisiert.